# Hans Jørgen Hansen
Hans Jørgen Hansen (6. listopada 1879. — 10. prosinca 1966.) je bivši danski hokejaš na travi.
Osvojio je srebrno odličje na hokejaškom turniru na Olimpijskim igrama 1920. u Antwerpenu (Anversu) igrajući za Dansku. 

## Vanjske poveznice
- Profil na Database Olympics